# Common-Rail-Einspritzung

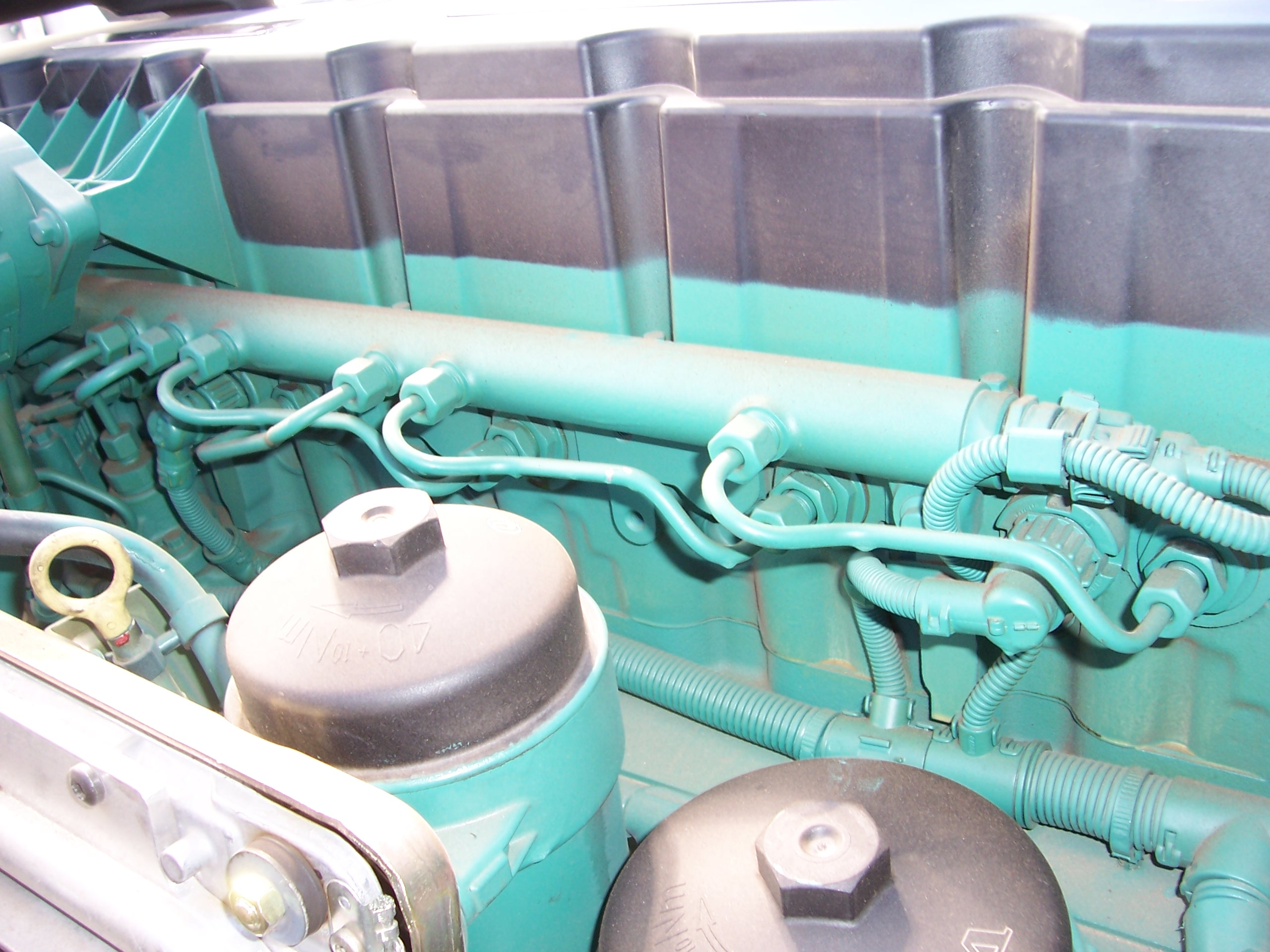
Common-Rail-System an einem Lkw-Motor

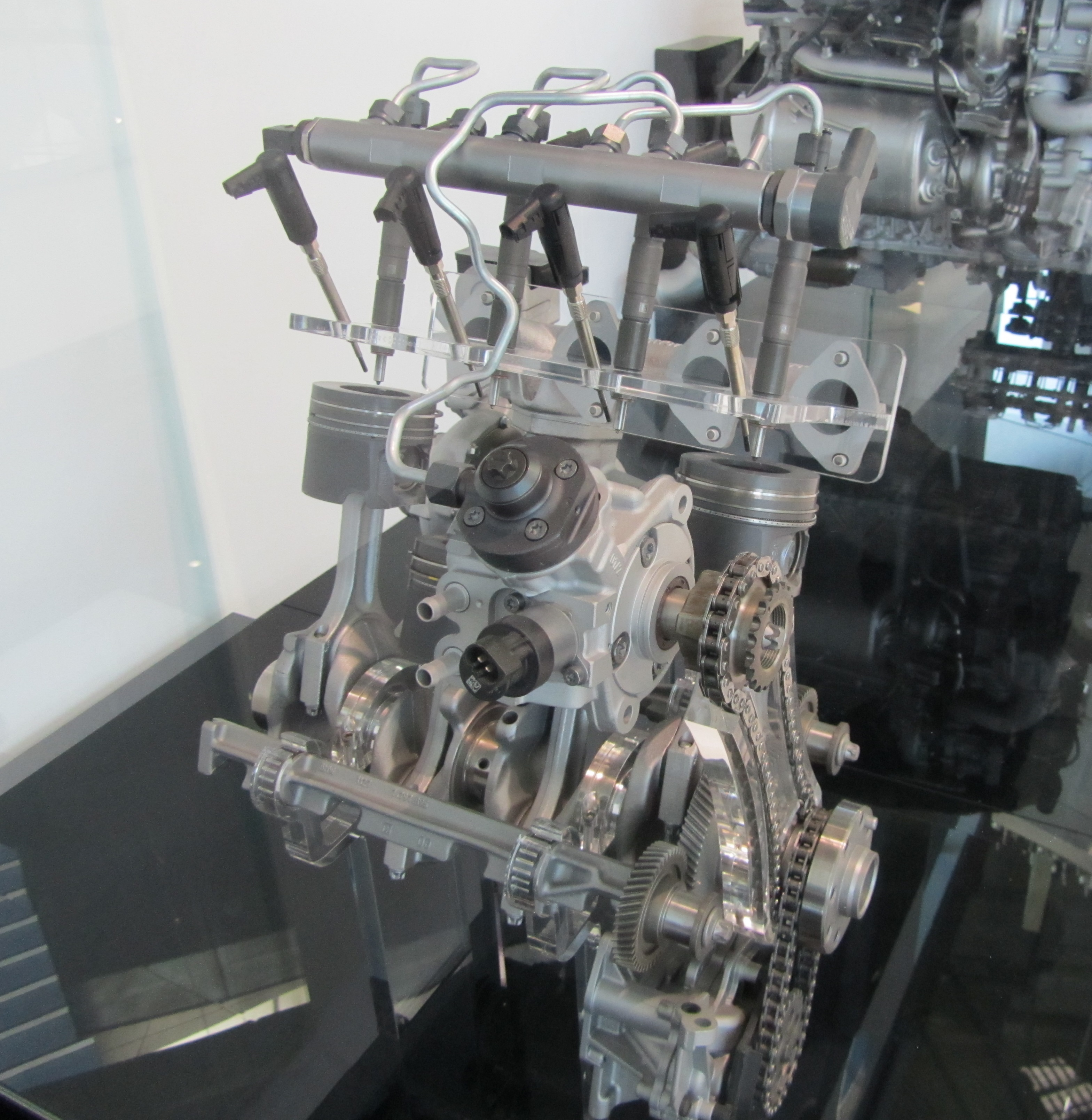
Common-Rail-System an BMW-Motor N47D20

Bei der Common-Rail-Einspritzung, die auch Speichereinspritzung genannt wird, handelt es sich um ein Einspritzsystem für Dieselmotoren, bei dem der Kraftstoff ein gemeinsames Rohrleitungssystem (Common Rail) als Reservoir für alle Einspritzventile füllt, das bei Motorbetrieb ständig unter Druck steht. Durch kontinuierliches Pumpen von Kraftstoff in das zentrale Druckrohr wird ein hoher Einspritzdruck von über 1000 bar erzeugt.

## Begriffsherkunft
Der Begriff Common Rail stammt aus dem Englischen und steht für gemeinsames Verteilerrohr. Er beschreibt die Verwendung eines gemeinsamen Kraftstoff-Hochdruckspeichers, in der Regel in Form eines Rohres, an dem die Einspritzdüsen (Injektoren) zur Versorgung der Zylinder mit Kraftstoff angeschlossen sind.

## Anwendungsbereich

### Einspritzung beim Common-Rail-Verfahren
Die Grundidee ist die vollständige Trennung der Druckerzeugung vom eigentlichen Einspritzvorgang. Dadurch ist eine ausschließlich durch Kennfelder gesteuerte Einspritzung möglich. Einspritzzeitpunkt und Einspritzmenge werden durch eine elektronische Motorsteuerung geregelt. Diese betätigt elektrisch ein Ventil je Zylinder (zylinderindividuell), den sogenannten Injektor, der die konventionellen Einspritzdüsen klassischer Dieselaggregate ersetzt.
Der Einspritzvorgang zum Ende des Verdichtungstaktes wird in drei Gruppen unterteilt:
- die Voreinspritzung (engl. pilot injection): für einen ruhigen Motorlauf sind bis zu zwei Voreinspritzungen möglich
- die Haupteinspritzung (engl. main injection), die noch in erste und zweite Haupteinspritzung unterteilt werden kann
- und die Nacheinspritzung (engl. post injection), die zur Reduzierung der innermotorischen Rußbildung, für einen geringen NOx-Wert bei SCR-Katalysatoren oder zum Freibrennen bei Dieselpartikelfiltern dienen kann.

### Unterschiede zur klassischen Einspritzung
Motoren mit Einspritzpumpe weisen für jeden Zylinder eine eigene Hochdruckleitung zwischen Pumpe und Einspritzdüse auf. Diese Hochdruckleitungen sind nicht miteinander verbunden. Die Einspritzung an der Düse in einen Zylinder wird direkt durch einen zugehörigen Pumpvorgang der Einspritzpumpe ausgelöst.
Bei der klassischen Einspritzpumpe ist die Einspritzmenge und -dauer, das heißt die Höhe des wirksamen Kolbenhubes der Einspritzpumpe, nicht vom Kurbelwinkel abhängig, weil mit der Fahrpedalstellung die Kolben gedreht werden und einen unterschiedlich wirksamen Hub erhalten, indem eine umlaufende Schrägkante (= Steuerkante) am Kolben bei wenig betätigtem Fahrpedal die Hochdruckförderung später einsetzen bzw. früher enden lässt. Damit wird bei wenig Drehmomentbedarf weniger Kraftstoff gefördert und eingespritzt. Das Bauprinzip der Reihen- und Verteilerpumpen erlaubt nur eine Einspritzung pro Arbeitstakt; Beginn und Ende der Einspritzung sind durch die Steuerkantengeometrie bestimmt und können bei Bedarf durch einen Spritzversteller zusammen verschoben werden.
Anders ist das bei der Common-Rail-Technik: Hier sind Einspritzmenge und -dauer unabhängig vom Kurbelwinkel elektronisch steuerbar und damit auch Vor-, Haupt- und Nacheinspritzungen möglich; nach Stand 2012 können bis zu acht getrennte Teileinspritzungen pro Arbeitstakt des Motors realisiert werden. Die Voreinspritzung dient vornehmlich der Reduzierung des Verbrennungsgeräusches, die Nach-Einspritzungen werden zur innermotorischen Partikelreduzierung oder zum Erhöhen der Abgastemperaturen in den Freibrennzyklen bei zu hohem Druckverlust der Feinstaubfilter (Rußpartikelfilter) in der Abgasanlage verwendet.
Kurz vor dem Siegeszug der Common-Rail-Einspritzsysteme wurden auch Verteilereinspritzpumpen (BOSCH-VP44-Radialkolbenpumpe sowie VP30- und VP37-Axialkolbenpumpe) noch mit Hochdruckmagnetventilen zur Mengenzumessung versehen. Diese Technik ermöglicht es, den direkt an den Kurbelwinkel gekoppelten Einspritzverlauf während der Verdichtungsphase des Kraftstoffes durch das Ventil zu beeinflussen und während eines Kolbenhubes eine Pulsation der Kraftstoffsäule zwischen Pumpenkolben und Einspritzventil zu bewirken. Damit gelang es, auch in der Verteilerpumpen-Technik bis zu drei Einspritzvorgänge pro Arbeitstakt zu realisieren. Die möglichen Freiheitsgrade eines Common-Rail-Systems wurden damit jedoch nicht erreicht.

## Geschichte
Schon 1913 meldete Vickers ein Patent auf ein mechanisches Dieseleinspritzsystem nach dem Common-Rail-Prinzip an, das ab 1916 an Dieselmotoren für U-Boote angewendet wurde. Weitere Anwendungen an Großmotoren folgten. Weiterentwicklungen in Richtung eines elektronisch gesteuerten Systems wurden durch Fortschritte der Mikroelektronik in den 1960er Jahren möglich. Einen wesentlichen Forschungsbeitrag lieferte dazu Robert Huber von der ETH Zürich, der 1966 ein elektronisch steuerbares Kraftstoffeinspritzventil zum Patent anmeldete. In den Jahren 1976 bis 1992 wurden an der ETH Zürich Forschungen zum Common-Rail-Dieselmotor angestellt, die Anwendung an einem Fahrzeug erfolgte jedoch nicht.
Ab 1964 wurde in der DDR an der Technischen Universität Magdeburg am elektronisch gesteuerten Common-Rail-Dieselmotor geforscht. Als Keimzelle der folgenden Entwicklungen kann die Promotion von Rolf Sobadky angesehen werden, deren Verteidigung im Jahr 1970 die Aufmerksamkeit des Wissenschaftlich-Technischen Zentrums (WTZ) Automobilbau erregte, insbesondere hinsichtlich Perspektiven für Kraftstoffeinsparung. 1971 reichte das WTZ die „Untersuchung zum Einsatz der Elektronik bei der Einspritzung an Otto- und Dieselmotoren“ als Staatsplanthema ein, das auch genehmigt wurde. Die Forschungsarbeit wurde alsbald auf das Common-Rail-Prinzip an Dieselmotoren fokussiert. Die Erprobung im Fahrbetrieb sollte an einem in Entwicklung befindlichen Sechszylinder-Dieselmotor des Motorenwerks Nordhausen (MN 106) erfolgen. Auf der Leipziger Messe 1981 wurde der Vollmotor 6 VDS 26/20 ALE-2 als Common-Rail-System nach erfolgreicher Dauererprobung über mehrere tausend Stunden der Öffentlichkeit vorgestellt. Die vorliegende Dokumentation weist aus, dass man den Motor auch mit leichtem Schweröl (36 cSt) betrieben hatte. Der Kraftstoffverbrauch wurde um 9 g/kWh und die Abgastrübung auf 60 % gesenkt. Die elektronische Regelung arbeitete mit bemerkenswerter Schnelligkeit und Präzision.
Am 16. Mai 1985 erfolgte schließlich der erste Fahrversuch, der Motor wurde dazu in einen IFA W50 eingebaut. Nach 1000 km auf Teststrecken schloss sich in der Zeit bis 1986 eine Erprobung über rund 16 000 km im öffentlichen Straßenverkehr, unter anderem in Karl-Marx-Stadt (jetzt Chemnitz) an. Untersucht wurden dabei nicht zuletzt auch mögliche elektromagnetische Störsignale bei anderen Verkehrsteilnehmenden. Es war weltweit das erste Mal, dass ein Kraftfahrzeug mit einem Common-Rail-Diesel im öffentlichen Straßenverkehr erprobt wurde. Aus der Entwicklung gingen 24 Patente hervor.
Das Verfahren wurde in der DDR als „Elektronisches Diesel-Einspritz-System“ (EDES) bezeichnet. Da der Raildruck sich über die Dauer einer Einspritzung kaum ändert, wurde zunächst der Begriff „Gleichdruckeinspritzung“ verwendet. Die Versuchsergebnisse wurden erstmals auf einer Motorenkonferenz in der ČSSR präsentiert. Paradoxerweise entschied die Hauptverwaltung Automobilbau trotz überzeugender Versuchsergebnisse und internationaler Anerkennung unter anderem von anwesenden Delegierten von VW, die weitere Entwicklung und mögliche Serieneinführung abzubrechen, benötigte Investitionsmittel wurden nicht bereitgestellt. So ging der W50-Nachfolger IFA L60 1987 zwar mit einem Nordhäuser Sechszylindermotor, jedoch ohne Common-Rail-Einspritzung in Serie. 1987 fasste der Konstrukteur Dr. Klaus Matthees die Ergebnisse der Entwicklung in seiner Dissertation zusammen. Nach einer Restaurierung war der Common-Rail-Motor bis März 2014 im August-Horch-Museum ausgestellt. Seit 2014 steht er als Leihgabe im IFA-Museum Nordhausen.
Ende der 1980er Jahre wurde die abgebrochene Entwicklung aus der DDR von Magneti Marelli, dem Centro Ricerche Fiat (insbesondere dessen Niederlassung in Bari) und Elasis aufgegriffen und bis 1993 fortgesetzt. Der Common-Rail wurde ursprünglich von dem Physiker Mario Ricco aus Bari erfunden und vom Fiat-Konzern (Magneti Marelli, Centro Ricerche Fiat und Elasis) entwickelt und vorindustriell gefertigt. Finanzielle Schwierigkeiten führten jedoch dazu, dass die Patente und Entwicklungsunterlagen 1997 an Bosch abgetreten wurden, das die Technologie industrialisierte. Zwischenzeitlich holte die japanische Industrie jedoch auf, und so erfolgte der weltweit erste Serieneinsatz in japanischen Nutzfahrzeugen Mitte der 1990er Jahre.
In Europa gelang es Bosch im Oktober 1997, in Gestalt des Alfa Romeo 156 JTD das erste Straßenfahrzeug mit Common-Rail-Einspritzung auf den Markt zu bringen. Dieses innovative System brachte bedeutende Fortschritte für Dieselmotoren, indem es die Zylinderkapazitäten verringerte und die Leistung verbesserte. Dadurch wurden Dieselmotoren wettbewerbsfähig auf dem Markt für Individualmobilität, der zuvor von Benzinmotoren dominiert wurde. Für etwa zwei Jahre blieb das System ein exklusives Merkmal des FIAT-Konzerns, bevor es von fast allen großen Automobilherstellern übernommen wurde, mit Ausnahme der Volkswagen-Gruppe, die es erst etwa ein Jahrzehnt später einsetzte. Kurz zuvor ging im September 1997 die MTU Motorenbaureihe BR4000 für Bahn- und Off-Highway-Anwendungen mit einem Common-Rail-System von L’Orange in Serie. 1998 folgte Daimler-Benz als erster deutscher Hersteller eines Common-Rail-Serienfahrzeugs mit dem OM 611. Auch BMW bot mit dem M57 einen Common-Rail-Motor an. Im selben Jahr begann auch Citroën mit der Entwicklung und führte mit dem C6 ein eigenes System ein.
Der Peugeot-Konzern brachte in Zusammenarbeit mit Siemens die ersten Piezo-Einspritzdüsen auf den Markt. Mit den kurzen Reaktionszeiten der Piezotechnik können die Einspritzzeitpunkte genauer und schneller gesteuert werden. Pro Verbrennungsvorgang sind bis zu acht Einspritzungen möglich. Dadurch können der Verbrennungsvorgang wie auch die akustischen Laufeigenschaften weiter begünstigt werden, der Motor erreicht geringere Emissionswerte und bei gleicher Leistung einen geringeren Verbrauch.
Die wichtigsten heutigen Anbieter von Common-Rail-Systemen sind Bosch, L’Orange, Delphi, Denso, Marelli und Continental.

### Abgeleitete Systeme
Der Mitsubishi Carisma GDI (gasoline direct injection) kam als erster Serien-Pkw mit geschichteter Benzindirekteinspritzung bereits 1997 auf den Markt.
Bei den Pkw mit Otto-Motor ist unter anderen VW (mit dem Zulieferer Bosch) ein Vertreter der Benzin-Direkteinspritzung. Auch hier versorgt eine Kraftstoffverteilerleiste (Common Rail) die unter dem Einlasskanal im Zylinderkopf angeordneten, elektrisch betätigten Hochdruck-Einspritzventile. Der Treibstoffdruck ist mit 200 bar (20 MPa) im Vergleich zur Dieseleinspritzung jedoch relativ gering. In den letzten Jahren wurde ein Großteil des Motorenprogramms von VW/Audi auf die FSI beziehungsweise TFSI genannte Technik umgestellt.

## Das Diesel-Common-Rail-System

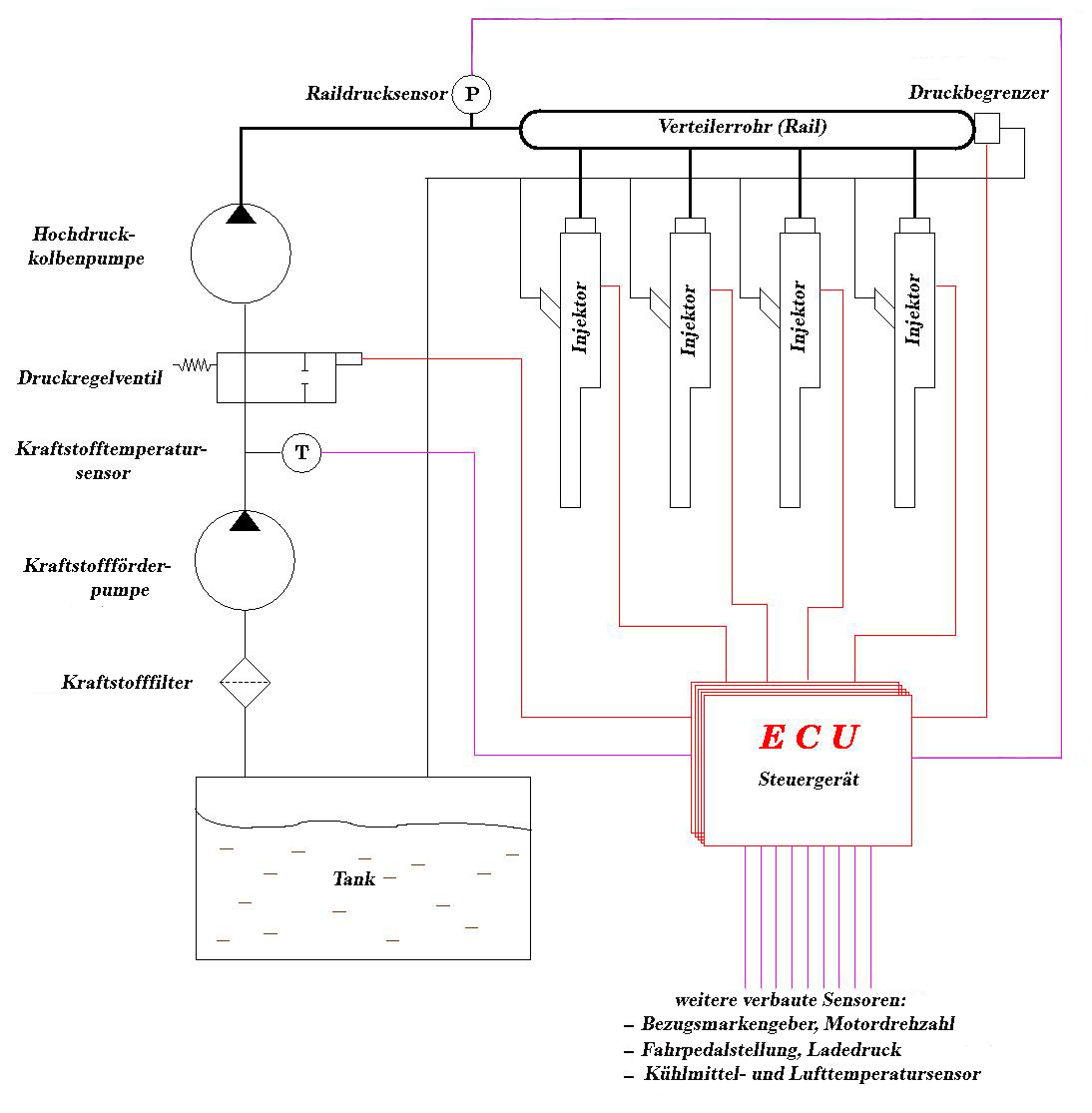
Systemübersicht

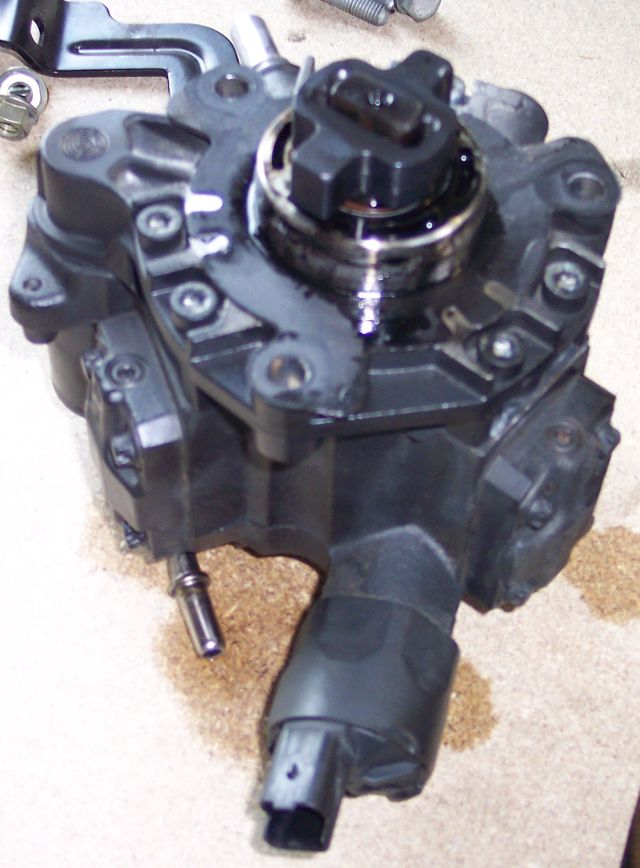
Common-Rail-Hochdruckpumpe

Das Diesel-Common-Rail-System wird als Speichereinspritzung bezeichnet. Eine Hochdruckpumpe sorgt dauernd für die Aufrechterhaltung des Kraftstoffdrucks im Verteilerrohr. Sie ist in der Regel mechanisch mit dem Motor gekoppelt. Die Leistung der Hochdruckpumpe wird so ausgelegt, dass zu jeder Zeit und in jedem Betriebszustand mehr Kraftstoff gefördert werden kann, als der Motor benötigt. Damit ist die Pumpe für den normalen Betrieb überdimensioniert. Zur Druckregelung bei ungeregelten Pumpen wird ein Druckregelventil verwendet, das die nicht benötigte Kraftstoffmenge aus dem Verteilerrohr auf Umgebungsdruck entspannt und in den Kraftstofftank zurückleitet. Dadurch kann sich der Kraftstoff am Druckregelventil auf 140 °C oder mehr erhitzen, was kraftstoffführende Teile schädigen oder zerstören und den Einsatz eines Kraftstoffkühlers erforderlich machen kann. Hauptnachteil dieses Systems mit ungeregelter Pumpe und Druckregelventil ist neben der evtl. erforderlichen Kraftstoffkühlung der hohe Leistungsbedarf der Pumpe, die stets die maximale Menge Kraftstoff fördert.
Eine Verbesserung stellen Hochdruckpumpen mit Elementabschaltung dar. Hierbei werden einzelne Pumpenelemente der Hochdruckpumpe abgeschaltet, solange die verbleibenden aktiven Pumpenelemente den Kraftstoffbedarf des Motors decken können. Bei diesem System wird der Leistungsüberschuss der Pumpe teilweise reduziert, der noch verbleibende Überschuss muss weiterhin über ein Druckregelventil abgesteuert werden.
Ohne Druckregelventil können Systeme mit sog. Saugdrosselregelung betrieben werden. Bei diesem Prinzip wird nur so viel Kraftstoff der Hochdruckpumpe zugeführt, wie zur Aufrechterhaltung des gewünschten Druckes im Rail erforderlich ist. Der Energiebedarf für die Hochdruckerzeugung ist damit möglichst gering, und durch den Wegfall des Druckregelventils und der dort entstehenden Wärme kann die Verwendung eines Kraftstoffkühlers vermieden werden.
Die Kombination der Saugdrosselregelung mit einem hochdruckseitigen Druckregelventil ermöglicht leistungsoptimierten Betrieb, einen schnellen Druckabbau im Schiebebetrieb und kann die über das Druckregelventil abgesteuerte Menge auch für die Kraftstofferwärmung (z. B. im Winter) nutzen.

### Speicher
Dieselkraftstoff ist kompressibel. Diese Kompressibilität nutzt das Common-Rail System, um die Druckstöße aus dem Hub der einzelnen Pumpenkolben abzudämpfen. Ein größeres Speichervolumen ermöglicht einen gleichmäßigeren Druck mit geringeren Druckspitzen. Es führt dabei jedoch zu einem trägeren System, da die Pumpe mehr Zeit benötigt, um einen anderen geforderten Druck einzustellen. Die Glättung des Förderdrucks verhindert, dass an einem Injektor während seiner Einspritzphase ein Druckwellenberg wirksam ist und damit mehr Kraftstoff als durch das Kennfeld vorgegeben eingespritzt wird, an einem anderen Injektor dagegen ein Druckwellental wirksam ist und dieser deshalb weniger einspritzt. Ein schnelles System ist erforderlich, um auch während des Wechsels von Last- und Betriebszuständen die optimale Kraftstoffmenge einzuspritzen.
Als Speicher dienen direkt in der Hochdruckpumpe integrierte Druckspeichervolumen, das Rail selbst, sowie bei verschiedenen Herstellern ein Druckspeicher je Injektor, der möglichst nahe an diesem angeordnet ist.

### Erreichbare Drücke
Der Raildruck (also der Druck im Druckspeicher) von maximal 300 MPa (3000 bar) kann für sehr hohe Einspritzdrücke genutzt werden.
Einige Hersteller arbeiten auch an einem druckübersetzten Common-Rail-System. Dabei wird der Einspritzdruck mit Hilfe eines geringeren Druckes im Druckspeicher während der Einspritzphase auf Drücke von derzeit bis zu 250 MPa (2500 bar) an der Düse erhöht. Die Druckübersetzung wird durch einen im Injektor integrierten hydraulischen Druckübersetzer mit Steuerfunktionen ausgeführt. Das Prinzip wird auch als Amplified Pressure Common Rail System (APCRS) bezeichnet. Vorteilhaft ist dabei die geringere Druckbelastung der Hochdruckpumpe, die nur den geringeren Versorgungsdruck im Rail bereitstellen muss. Damit sind auch die druckabhängigen Leckageverluste in Pumpe und Injektor geringer. Nachteilig sind die erforderliche höhere Fördermenge der Hochdruckpumpe und zusätzliche hydraulische Verluste durch die Druckübersetzung sowie der höhere Aufwand durch komplexere Injektoren. Ein derartiges System von der Firma Bosch ist für Nutzfahrzeugmotoren der Firma Daimler Trucks seit 2011 in Serienfertigung.

### Zweck und Vorteile
- Eine Common-Rail-Einspritzung optimiert den Verbrennungsprozess und die Motorlaufeigenschaften und reduziert Partikelemissionen. Durch den sehr hohen Druck wird der Kraftstoff sehr fein zerstäubt. Kleine Kraftstofftropfen weisen im Verhältnis zum Volumen eine große Oberfläche auf. Das begünstigt einerseits die Geschwindigkeit des Verbrennungsprozesses und andererseits eine geringe Partikelmasse in den Emissionen. Als Nachteil ist der prozentuale Anteil der kleinen Partikel größer, was zur Feinstaubproblematik beiträgt.
- Die vom Verbrennungsmotor angetriebene Hochdruckpumpe bringt den vom Vorfördersystem (bei aktuellen Systemen im Pkw meistens eine elektrische Vorförderpumpe, bei Lkw in der Regel eine mechanische Pumpe) aus dem Tank bereitgestellten Kraftstoff auf den erforderlichen, vom Steuergerät vorgegebenen Einspritzdruck im Druckspeicher. Die Injektoren (Einspritzdüsen) sind an das gemeinsame Hochdruck-Verteilerrohr (Kraftstoffsammelschiene) angeschlossen und spritzen den Kraftstoff direkt in den Brennraum.
- Eine Common-Rail-Einspritzung hat bauliche Vorteile. Zum einen die Entkoppelung zwischen Druckerzeugung und Einspritzsteuerung im Vergleich zur Einspritzung mittels Einspritzpumpe oder Pumpe-Düse-System: Der Einspritzzeitpunkt kann bei einem CR-System frei gewählt werden. Zum anderen muss für die Druckerzeugereinheit weniger Rücksicht auf die Lage der vorhandenen Nebenantriebe (Zahnriemen, Steuerkette usw.) genommen werden.

### Einspritzleistung
Zum permanenten Aufrechterhalten des hohen Rail-Druckes muss verbrauchsabhängig eine gewisse Pumpleistung vom Motor aufgebracht werden.

#### Anschauliches Beispiel zur Berechnung der hydraulischen Leistung der Einspritzvorgänge
Gegeben sei:
- Durchschnittsverbrauch: 5 dm³ je 100 km bei 160 km/h, das entspricht 8 dm³ in einer Stunde.
- Druck Common Rail: 1800 bis 2200 bar
- Grenzwert ist 1600 bis 2500 bar. Höhere bzw. tiefe Werte lassen sich meist zurückführen auf:
  - Motor kalt oder zu warm
  - Unterlast oder Leerlauf
  - Injektor stark verschmutzt
  - Einspritzvolumen mit Einspritz-Steuergerät nicht kompatibel

Die erforderliche Einspritzleistung ergibt sich aus dem Einspritzvolumen und der Druckerhöhung.
Für die Einspritzleistung gilt:
{\displaystyle P={\frac {Q\cdot \gamma \cdot p}{\eta }}}
darin:
- {\displaystyle Q} Fördermenge, Volumenstrom je Zeitspanne
- {\displaystyle p} Druck
- {\displaystyle P} Antriebsleistung der Pumpe in Watt
- {\displaystyle \eta } Wirkungsgrad, in der Praxis immer kleiner 1

und eingesetzt:
{\displaystyle Q={\frac {8{\text{dm}}^{3}}{\text{1 h}}}={\frac {0{,}008{\text{m}}^{3}}{\text{3600 s}}}={\frac {\left(2{,}22\cdot 10^{-6}\right){\text{m}}^{3}}{\text{s}}}}
p = 2.000 bar = 200.000.000 N/m²
{\displaystyle \eta }: 1 (vereinfacht)
{\displaystyle P={\frac {\left(2{,}22\cdot 10^{-6}\right)\,\mathrm {\frac {m^{3}}{s}} \cdot 2\cdot 10^{8}\,\mathrm {\frac {N}{m^{2}}} }{1}}=440\,\mathrm {\frac {Nm}{s}} =440\,\mathrm {W} }
Die durchschnittlich erforderliche Leistung von 440 W (entspricht ca. 0,6 PS) wird durch die Steigerung des Wirkungsgrades durch die Direkteinspritzung (siehe dort) bei weitem kompensiert.
Zu berücksichtigen ist, dass interne Leckagen und Rückführmengen nicht berücksichtigt und bei Beschleunigungen eine größere Einspritzmenge und damit mehr Leistung erforderlich werden. Demgegenüber ist bei Schubbetrieb keine Pumpleistung notwendig.

### Nachteile
- Bei manchen Common-Rail-Systemen wird in verschiedenen Betriebspunkten oder sogar im gesamten nutzbaren Motorkennfeld mehr Kraftstoffmenge unter Druck gesetzt als für Einspritzung, Steuerung und Leckage erforderlich ist. Die überschüssige Menge wird über ein Druckregelventil abgesteuert und in den Kraftstofftank zurückgeleitet, wodurch eine hohe Entspannungstemperatur entsteht. Der gesamtmotorische Wirkungsgrad wird durch diese Absteuermenge verringert; die Temperatur der Absteuermenge macht ein temperaturfesteres Kraftstoffsystem und in manchen Fällen auch eine Kraftstoffkühlung erforderlich. Als Gegenmaßnahmen werden Hochdruckpumpen mit Zylinderabschaltung oder bedarfsgerechte Hochdruckförderung mit Einsatz eines Saugdrosselmagnetventils eingesetzt. Dadurch kann in der Regel wegen der geringeren Rücklaufmengen in den Tank auf eine Kraftstoffkühlung verzichtet werden.
- Durch den permanent anstehenden Hochdruck kann es bei einer Fehlfunktion des Einspritzventils (Verklemmen oder Verschmutzen der Düse oder Steuerventile) zur Dauereinspritzung kommen. Ventile sowie Abgassystem können hierdurch thermisch überlastet werden, mit der Gefahr eines kapitalen Motorschadens oder sogar eines Motorbrandes. Bei klassischen Systemen oder Pumpe-Düse-Systemen ist diese Gefahr wegen des nur zeitweilig anliegenden Hochdrucks erheblich geringer. Bei Großmotoren erfolgt für diesen Störfall eine Absicherung durch Mengenbegrenzungsventile, die eine Dauereinspritzung und somit eine Zerstörung des Motors verhindern und mit den verbleibenden Zylindern einen Weiterbetrieb des Motors erlauben.

### Einspritzsteuerung
Die Öffnung der Injektoren („Einspritzdüsen“) wird nicht wie bei Verteilereinspritzanlagen oder Hubschieber-Reiheneinspritzanlagen durch den Kraftstoffdruck ausgelöst, sondern durch elektrische Ansteuerung, wobei der Kraftstoffdruck jedoch die wesentliche Kraft zum Heben der Düsennadel liefert. Über die Zeitdauer und die Stromstärke der Injektoransteuerung können der Einspritzverlauf beeinflusst sowie extrem kurze Öffnungszeiten erreicht werden, die eine oder mehrere Voreinspritzungen vor der Haupteinspritzung bzw. ein oder mehrere Nacheinspritzungen nach der Haupteinspritzung ermöglichen. Voreinspritzungen sind als Einmalvorgang auch mit elektronisch beeinflussbaren Verteilerpumpen sowie beim System Pumpe-Düse möglich. Sie heizen den Brennraum gewissermaßen vor und führen damit zu einem insgesamt weicheren Verbrennungsablauf der folgenden Haupteinspritzung. Weiterhin kann mit Hilfe dieser Voreinspritzung die Stickoxidbildung verringert werden, da durch die Voreinspritzung u. a. die maximale Verbrennungstemperatur reduziert wird. Außerdem wird damit der Temperaturanstieg im Zeitverlauf {\displaystyle dT_{zyl}/dt} etwas kleiner, was die Motorbauteile schont und die Geräuschemissionen verringert. Durch eine nahe der Haupteinspritzung folgende Nacheinspritzung kann die Partikelemission innermotorisch reduziert werden. Weitere nachgelagerte Einspritzungen können zur Regeneration des Partikelfilters genutzt werden.
Die Einspritzdüsen werden elektromagnetisch oder piezoelektrisch betätigt, angesteuert vom elektronischen Motorsteuergerät.
Das Steuergerät errechnet aus den Signalen mehrerer Temperaturfühler (Kühlwasser, Ladeluft und Schmieröl), Luftmassenmesser, IMA-Kennlinie, Fahrpedalstellungsgeber, gegebenenfalls Lambdasonde, Drehzahl- und Phasengeber sowie Raildrucksensor die notwendige Einspritzmenge beziehungsweise Einspritzdauer und betätigt die Injektoren mit den entsprechenden Steuerimpulsen für Spritzbeginn und -dauer. Insbesondere bei den modernsten Systemen arbeitet man mit mehreren Voreinspritzungen.
Sowohl die Einspritzzeitpunkte als auch der jeweilige Einspritzdruck und zum Teil auch der zeitliche Verlauf können nahezu frei festgelegt werden. Das erleichtert die Anpassung an den jeweiligen Betriebszustand des Verbrennungsmotors.
Mittlerweile sind zum Abbrennen der Rußpartikelfilter auch ein oder mehrere Nacheinspritzungen vorgesehen, um den Energiegehalt in den Abgasen für den Abbrennvorgang vorübergehend zu erhöhen.
Zwar ist hinsichtlich Abgas- und insbesondere Laufverhalten von Dieselmotoren mit dem Common-Rail-System ein großer Sprung gelungen, jedoch ist dazu eine weitaus höhere Anzahl von Komponenten notwendig, wodurch sich sehr hohe Anforderungen an deren Zuverlässigkeit ergeben und die Systemkomplexität gestiegen ist.

## Verbreitung

### Straßenfahrzeuge
Inzwischen verwenden fast alle Pkw-Hersteller das Common-Rail-System. Jeder hat seine eigenen Kürzel. Auch der Volkswagen-Konzern, der lange Zeit auf das konkurrierende System Pumpe-Düse (PD) setzte, hat weitgehend auf Common-Rail umgestellt. Man versprach sich von der Konkurrenzsituation der Pumpe-Düse (gegen Bosch trat dabei Siemens VDO Automotive an; seit 2008 Continental Automotive Systems) einen regeren Wettbewerb und versuchte vor allem durch das anfangs in Hinblick auf die erreichbaren Einspritzdrücke technisch überlegene PD-System die Abgasgrenzwerte ohne Partikelfilter zu erreichen. Pumpe-Düse-Motoren haben besonders gegenüber Common-Rail-Motoren mit ungeregelter Hochdruckpumpe einen leichten Verbrauchsvorteil, weil keine überschüssige Hochdruckmenge erzeugt wird.
Seit 2007 hat der Speicherdruck von Common-Rail-Systemen mit denen des PD-Systems gleichgezogen und die zunehmende Verbreitung ließ die Systemkosten des CR-Systems sinken. Zudem sind mit dem Pumpe-Düse-Element maximal drei nahe zusammen liegende Einspritzungen je Arbeitstakt möglich, während die Piezo-Injektoren des Common-Rail-Systems pro Motorzyklus bis zu acht auch weiter auseinander liegende Einspritzungen realisieren können. Ein Erreichen der Euro-6-Abgasnorm (gültig ab 1. September 2014) wäre deshalb mit dem Pumpe-Düse-System unmöglich gewesen, eine Weiterentwicklung mit diesem konstruktiven und finanziellen Mehraufwand für ein PD-Aggregat im PKW-Bereich wurde somit unwirtschaftlich.
Pumpe-Leitung-Düse-Systeme fanden sich zuletzt noch in Nutzfahrzeugmotoren von DAF und an dem Mercedes-Benz Atego bis 2013. In modernen schweren Nutzfahrzeugen ist Common-Rail mittlerweile Stand der Technik und auch in großen Stückzahlen im Serieneinsatz (Beispiel: MAN Truck & Bus). Wegen der Verwendung der Pkw-Dieselmotoren in leichten Nutzfahrzeugen stieg auch hier der Anteil der Common-Rail-Systeme.
Ein Common-Rail-System kann mit wesentlich kleineren Systemdrücken auch für die Benzindirekteinspritzung verwendet werden. Dabei spielt die Dampfblasenbildung eine wichtige Rolle. Benzin- und Dieseleinspritzsysteme sind auch hinsichtlich der Schmiereigenschaften an sich gegeneinander bewegenden Komponenten wie zum Beispiel Gleitlager, Pumpenelemente, Beschichtungen unterschiedlich aufgebaut. Deshalb ist eine Vereinheitlichung der beiden Systeme technisch und wirtschaftlich gesehen nur bei wenigen Teilkomponenten möglich.
Auf dem Markt sind mehrere Anbieter zu finden. Wichtige Qualitätsmerkmale bei Einspritzsystemen sind unter anderem Geschwindigkeit des Druckaufbaus, Wirkungsgrad, Einspritzmengenabweichung, Reglergüte, Geräuschemission und Dauerhaltbarkeit.

### Großmotoren
Neben der Anwendung in Kraftfahrzeugen (Schnellläufermotoren) findet die Common-Rail-Einspritzung auch bei großen Dieselmotoren Verwendung, also bei Viertakt-Mittelschnellläufern und Zweitakt-Langsamläufern, die beispielsweise als Schiffsdiesel Verwendung finden. Das Hauptanwendungsgebiet ist die Schifffahrt, bei der auch hochviskose Kraftstoffe – Schweröl genannt (Heavy Fuel Oil = HFO mit Viskositäten bis zu 700 cSt bei 50 °C) – verbrannt werden. L’Orange, Bosch und Heinzmann sind die einzigen Unternehmen, die die Common-Rail-Technik auch für Schwerölmotoren anbieten. L’Orange produziert bereits seit 1996 für die MTU-Motoren der Baureihe 4000. Wärtsilä und Caterpillar (für die Marke MaK) arbeiteten mit L’Orange zusammen, MAN Diesel in Augsburg entwickelte gemeinsam mit Bosch.

### Flugmotoren
Darüber hinaus wird die Common-Rail-Technik auch in Flugmotoren benutzt, zum Beispiel beim Thielert Centurion 1.7.